# Pivovarská (Prachatice)
Pivovarská ulice v Prachaticích vede z centra města (od Dolní brány na Malém náměstí) směrem na severozápad k Šibeničnímu vrchu, Prachatickému menhiru a vesnici Kratušín. 

## Historie
Ulice je ve své současné trase zaznamenaná na mapě z roku 1837 a vedena byla v trase původní cesty, která je přítomna již na mapách Prvního vojenského mapování z druhé poloviny 18. století. Okolo ní a okolo Vodňanské ulice se postupně rozvíjelo Dolní předměstí. Tehdy nesla název Kahovská ulice (německy Kahauergasse), podle nedaleké vesnice Kahov. 
Od roku 1894 nesla ulice německý název Bräuhausgasse, který byl v roce 1918 přeložen do češtiny jako Pivovarská ulice. Pojmenována byla podle místního pivovaru.
V souvislosti s rozvojem Prachatic po druhé světové válce byly v druhé polovině 60. let 20. století zbourány domy na rohu Hradební a Prachatické ulice, kde později vznikla dnešní budova okresního ředitelství Policie. Na východní straně byly původní nízké domy strženy v roce 1977 a nahrazeny moderní poštovní budovou obklopenou sady, stromořadími, nicméně zcela narušující původní uliční čáru. V téže době se poté v severní části ulice realizovalo na její východní straně panelové sídliště a v 80. letech pod Šibeničním vrchem zástavba z rodinných domů. Od ní byla oddělena pásem izolační zeleně (od ulice Budovatelské). 
V letech 2006 až 2012 byla křižovatka s ulicemi Kasárenská a Husinecká upravena na kruhový objezd.
V obdobné době byla ve vzdálenosti cca 500 m od Dolní brány přemostěna lávkou.
Stavba byla zahájena 6.4.2010 a dokončena v úterý 31.8.2010 (trvala celkem 148 dnů). Celková cena stavby činí 11,4 mil. Kč z toho dotace je 6 mil. Kč. Délka lávky je 49,41 m, šířka 2,5, m a výška 5,95 m.

Na zahájení provozu dne 31.8.2010 od 14:00 hodin bylo přítomno celé vedení města, zastupitelé, zástupci generálního dodavatele Strabag, a.s., zpracovatelé projektu Pontex, s.r.o. a také autor návrhu Ing. arch. Jakub Nepustil.

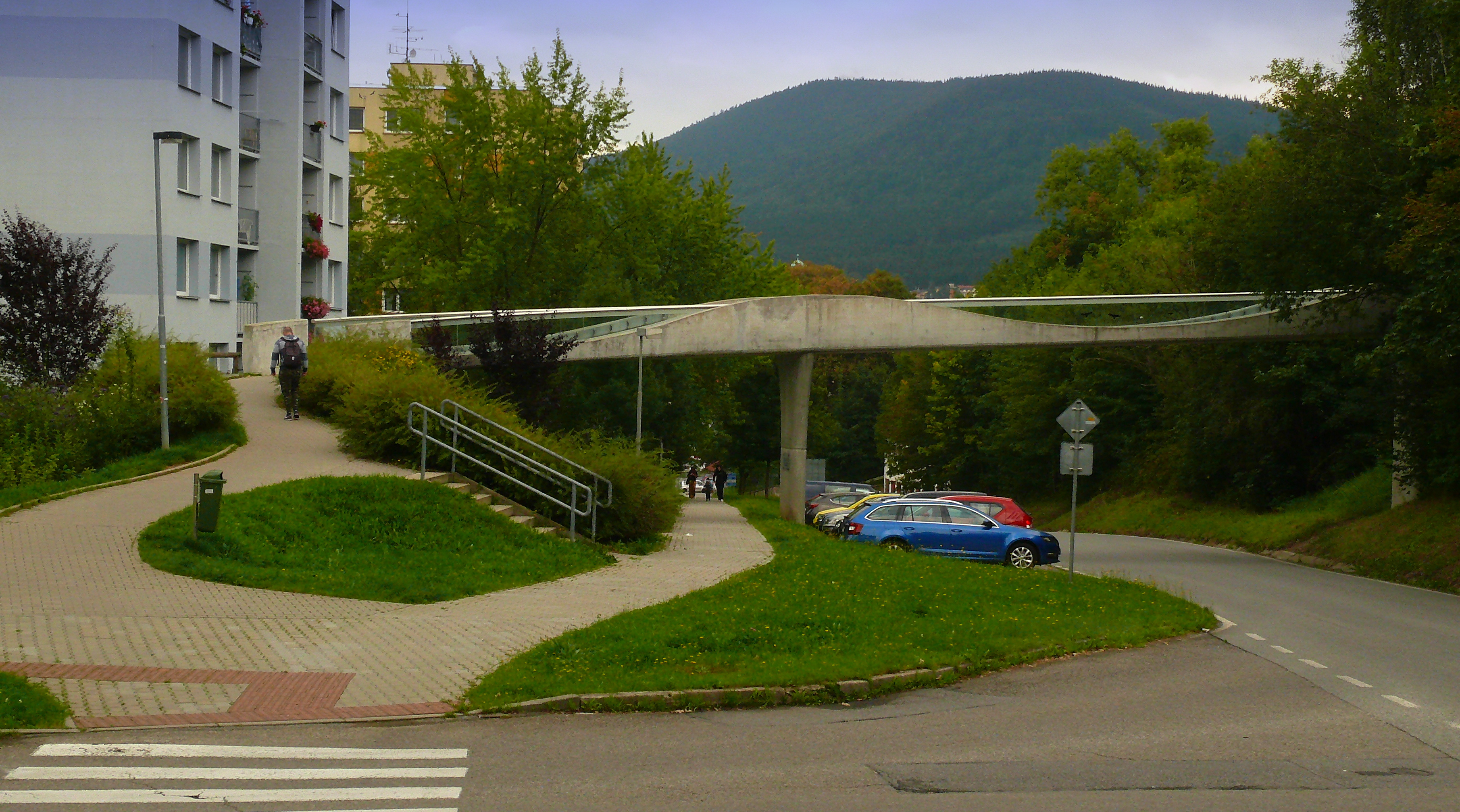
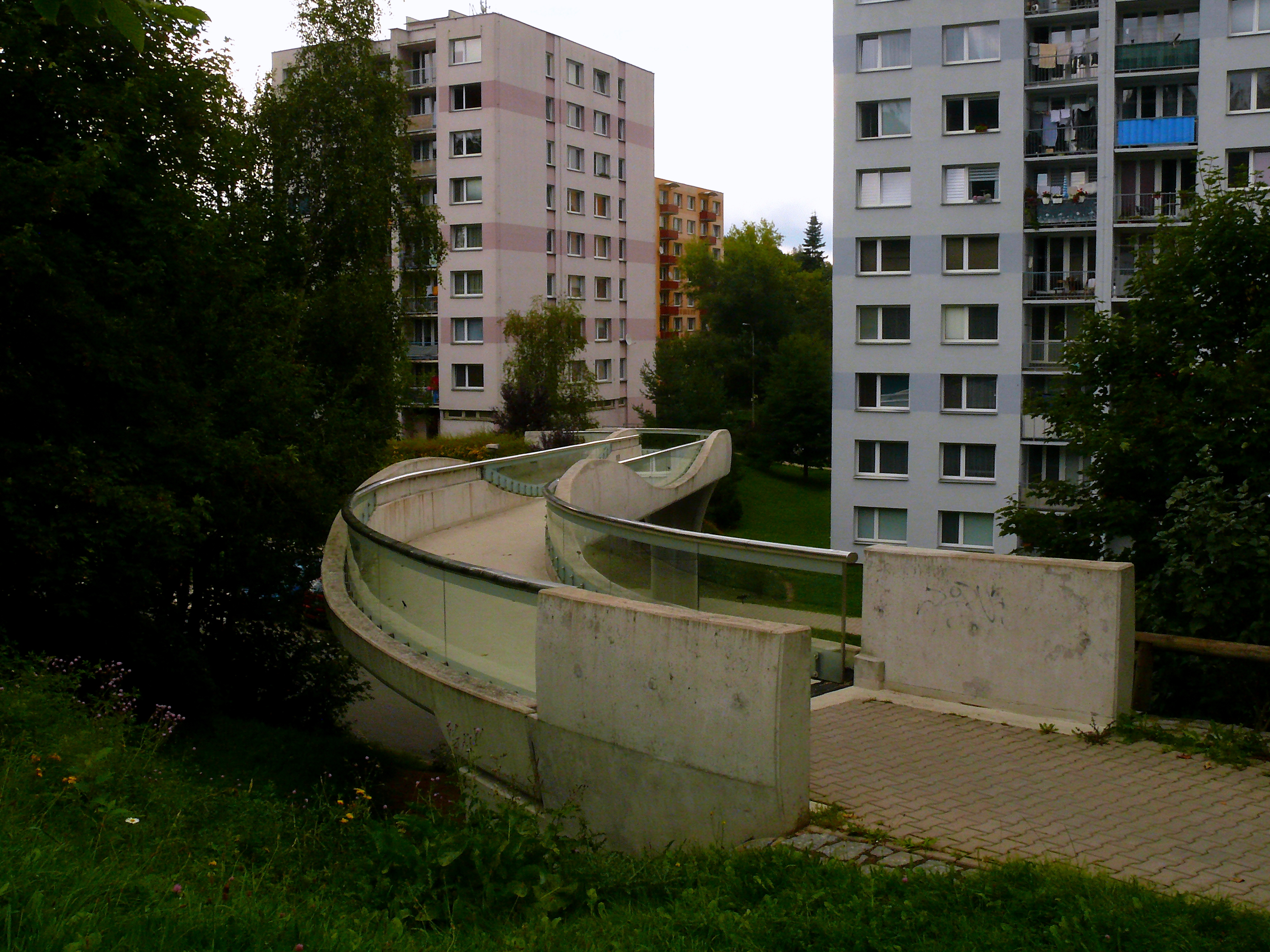
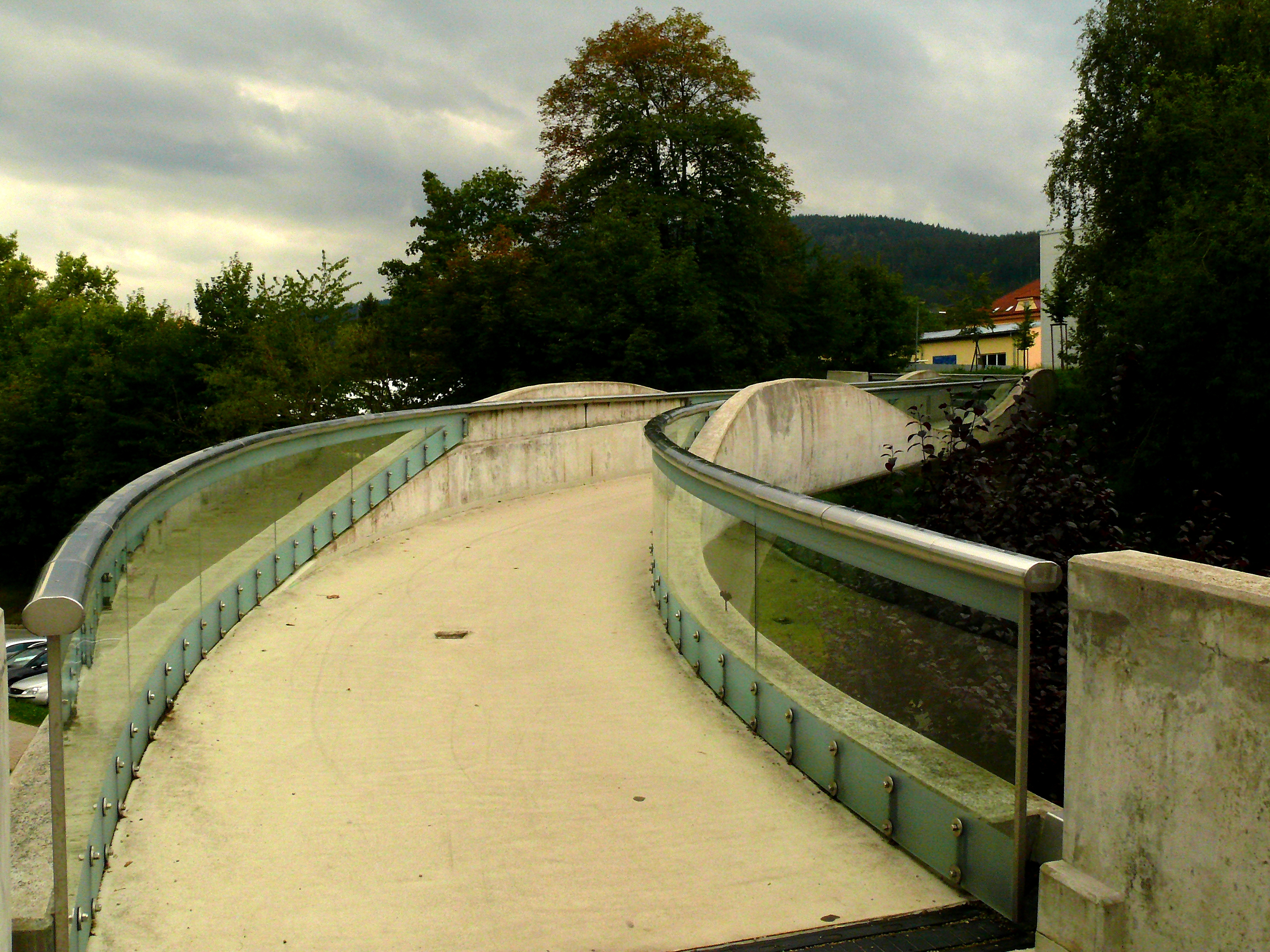
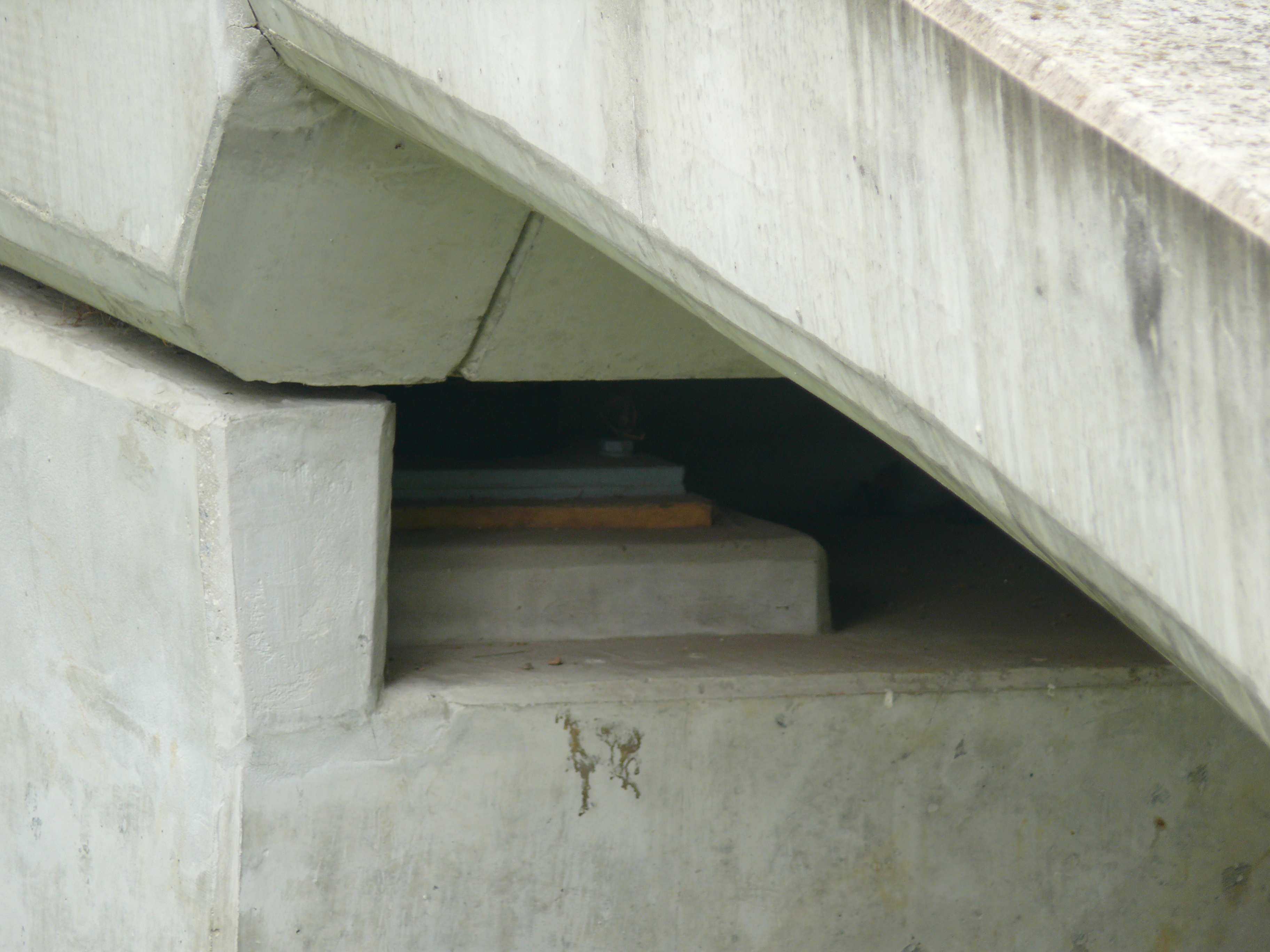
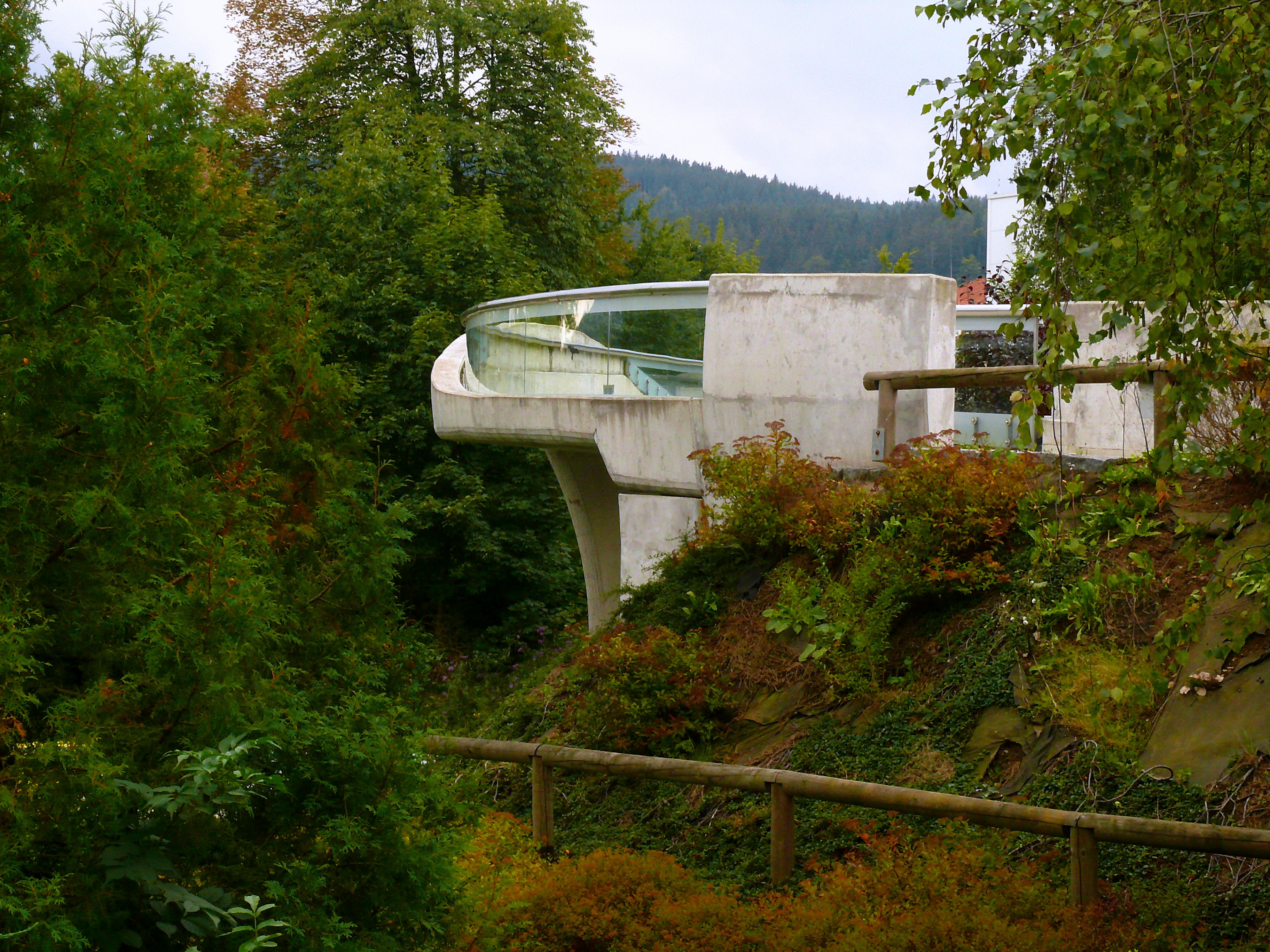
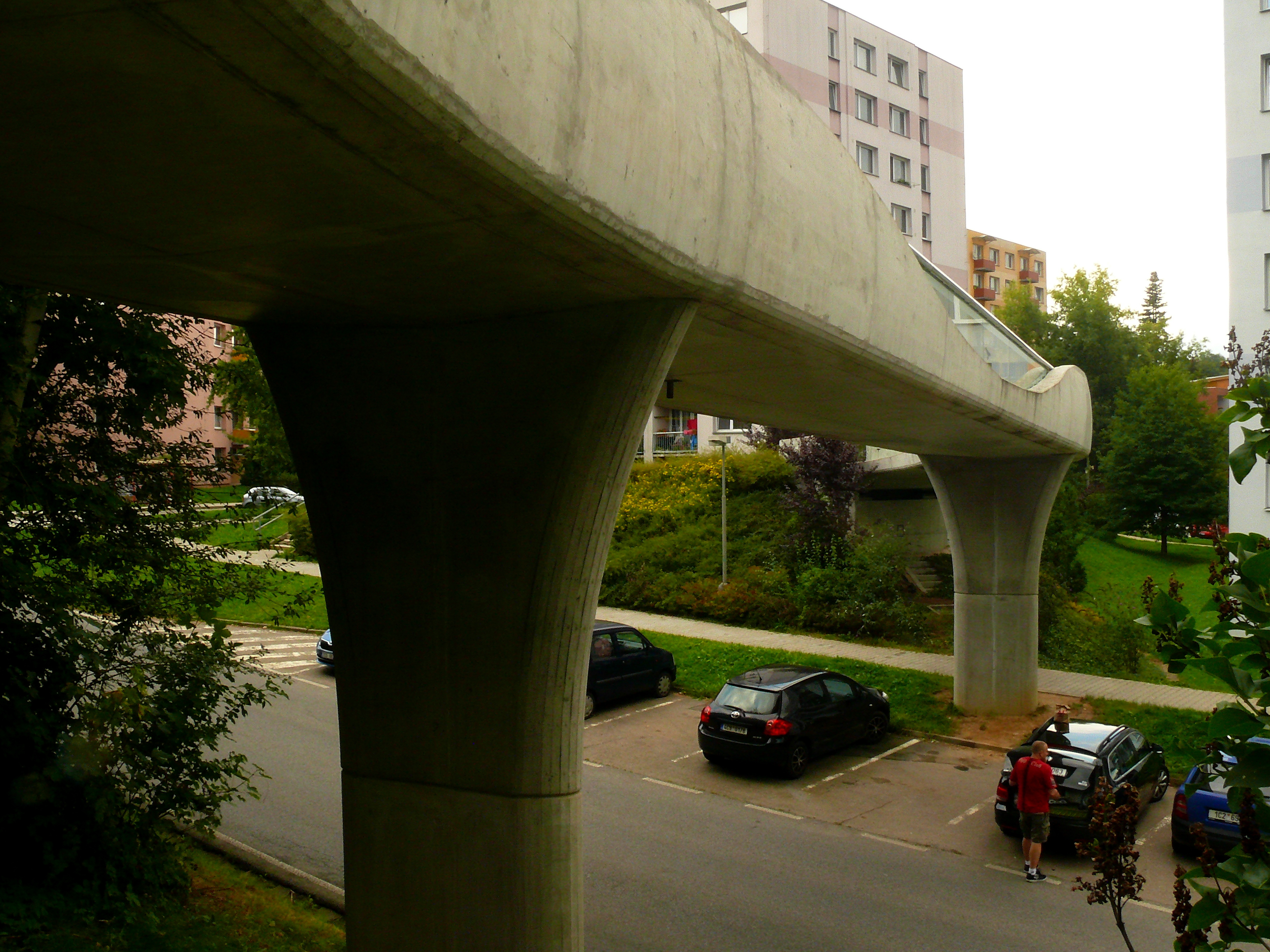
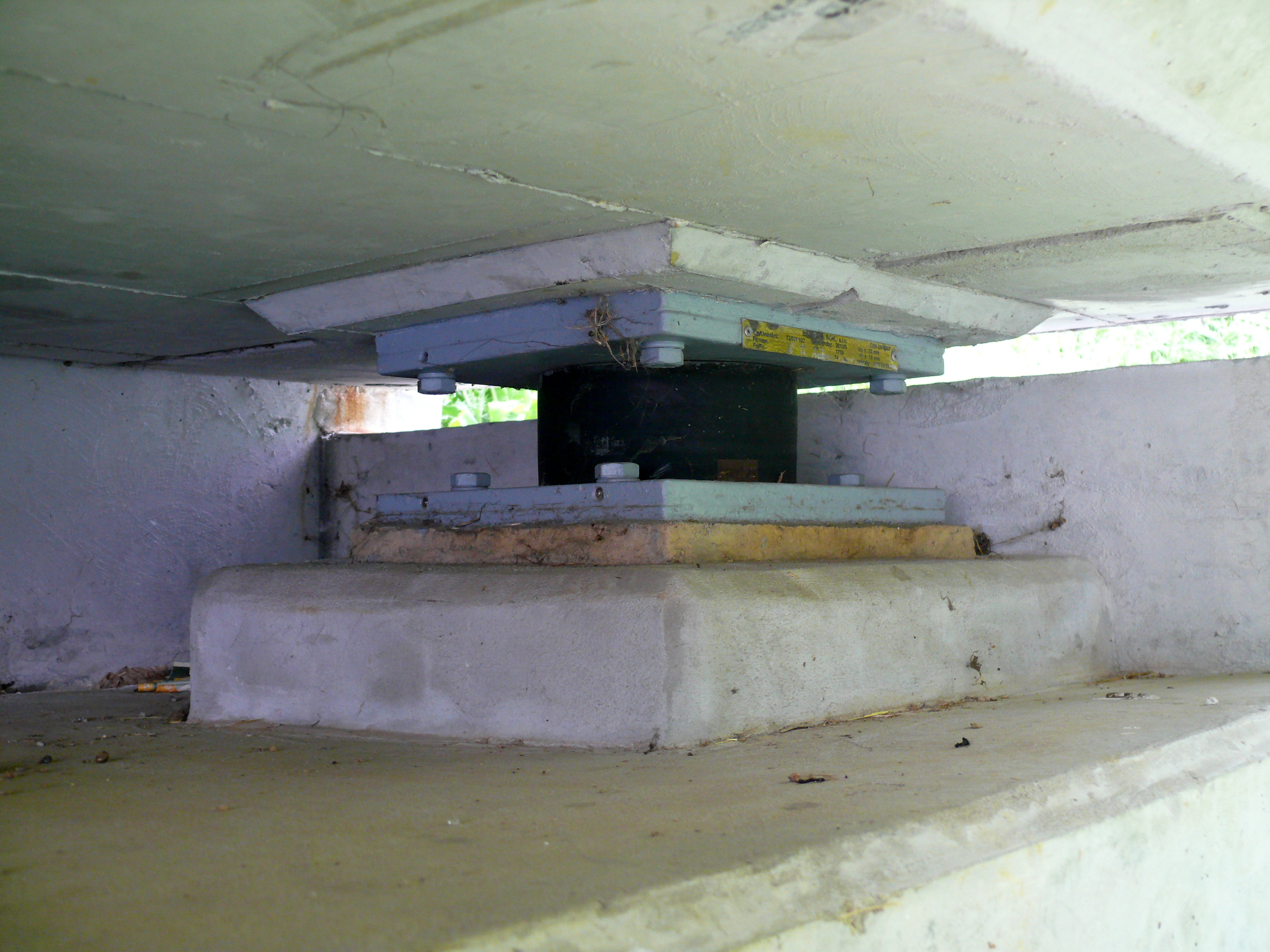

## Budovy/objekty
- Ředitelství policie
- Pošta
- Okresní státní zastupitelství
- Pivovarský pramen